# Верхня Дуванка
Ве́рхня Дува́нка — село в Україні, у Нижньодуванській селищній громаді Сватівського району Луганської області. Населення становить 376 осіб. Орган місцевого самоврядування — Верхньодуванська сільська рада.
Село постраждало внаслідок геноциду українського народу, вчиненого керівництвом СРСР у 1932—1933 роках, кількість встановлених жертв — 53 людей.

## Назва села
Назва сіл Верхня Дуванка та Нижня Дуванка та походить від назви річки Дуванки, на якій розташовані ці села. Сама річка, за родинною легендою поміщиків Тихоцьких та Кашинцевих (більш докладно викладена в розділі «Історія») викладеною у п'ятому томі «Історико-статистичний опис Харківської єпархії» (Філарет (Гумілевський)) отримала свою назву від татар, які повертаючись з набігів біля цієї річки займалися розподілом награбованого. Отож сама назва річки перекладається з татарської як «розподіл» («дуванить»- ділити).

## Історія
За переписом 1732 року слобідка Дуванка, це садиба полкового осавула Ізюмського козацького полку Андрія Двигубського, заселена на дарованій землі у 1730 році, у ній налічувалося 214 осіб чоловічої статі. Село відносилося до Ізюмського слобідського козацького полку.
Гумілевським (Філаретом) у п'ятому томі «Історико-статистичний опис Харківської єпархії» (1858 рік) надано розповідь поручниці Єлизавети Яківни Кашинцевої, де викладена версія раннього періоду існування села. Коли Двигубський (пращур Тихоцьких) отримав на річці Дуванка землі, то він оселив на цих землях селян, та побудував храм в ім'я Благовіщеня Пресвятої Богородиці. В ті часи ще ці землі нерідко піддавалися татарським набігам, отож храм був обнесений високим валом, на зразок фортеці. Також було побудовано високу дозорну башту. Самі татари повертаючись з набігів, збиралися біля річки та розподіляли награбоване біла встановленого місця, яке вони впізнавали за встановленому на кургані ліхтарю (ще у XIX столітті це місце мало «караульне»). Отож назва самої річки перекладалася з татарської як «розподіл» («дуванить» - ділити). Сама башта, була зруйнована коли небезпека татарських нашесть зникла, і вже на 1800 рік, її не існувало, але як зазначала Єлизавета Яківна, ще дітьми вона з братами та сестрами підіймалася на башту, та бачила сліди від татарських пострілів.
У 1736 році під час чергової татарської навали село Верхня Дуванка також зазнало шкоди від татар.
У 1738 році село дуже постраждало від моровиці.
Хазяїном села приблизно у 1824 році був Єгор Якович Тихоцький який побудував за свій кошт кам'яний храм Благовіщеня Пресвятої Богородиці.

## Релігія
Єгор (Георгій) Якович Тихоцький у 1810 році отримав від преосвященного Христофора дозвіл на будівництво за свій кошт кам'яного трьохпрестольного храму Благовіщеня Пресвятої Богородиці. Храм було побудовано та освячено у 1824 році. Сам храм, вважався одним з найкращих у всьому Куп'янському повіті.
У 1898 році до храму було призначено псаломщика Володимира Зеленського Смирнського (1878 року народження).
У 1901 році до храму було призначено священика Іоанна Смирнського (1842 року народження). В тому ж році селянин Осип Дрожанников став церковним старостою.
У 1904 році, до штату храму входили священик, псаломщик та диякон. До парафії крім села відносилися ще хутора Станки, Римлянки, Веселе, Ново-Олександрівка, Варварівка, Вовче, Миколаївка, Надійне, Богородицьке, Парасковієвка та Антовіль.

## Населення
За переписом 1732 року, у Райгородку налічувалося 214 осіб чоловічої статі.
У 1749 році у селі налічувалося тільки 32 двори.
У 1770 році населення села вже становило 380 осіб чоловічої статі та 327 жіночої.
У 1790 році населення становило 486 осіб чоловічої статі та 460 жіночої.
У 1810 році у місцевій церкві налічувалося прихожан: 1622 осіб чоловічої статі та 1636 жіночої.
У 1830 році у місцевій церкві налічувалося прихожан: 1037 осіб чоловічої статі та 1007 жіночої.
У 1850 році у місцевій церкві налічувалося прихожан: 903 осіб чоловічої статі та 941 жіночої.
У 1904 році при церкві налічувалося парафіян: 1324 чоловічої статі та 1255 жіночої.

## Відомі уродженці села
- 20 квітня 1807 року у садибі свого батька Георгія Яковича, народився Тихоцький Сергій Георгійович (1807—1872), імперський генерал-майор. Учасник російсько-турецької (1828—1829) і Кримської (1853—1856). Представник слобідської шляхетської родини Тихоцьких, та нащадок гетьмана Данила Апостола. Зять адмірала Рікорда П. І.